# El Camino Rojo

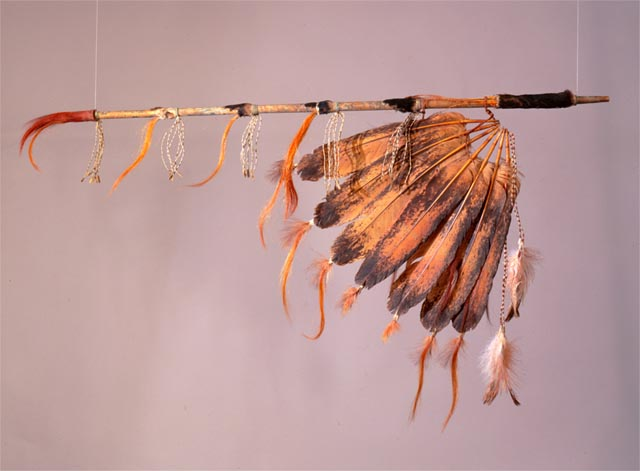
Calumet o pipa ceremonial lakota decorada con plumas.

El Camino Rojo es un concepto moderno del camino correcto de vida, inspirado en algunos de las creencias encontradas en una variedad de enseñanzas espirituales amerindias.  El término es utilizado principalmente por las comunidades panindianistas y Nueva Era, y raramente entre personas de tradición indígena, quiénes tienen términos en sus propias lenguas para sus maneras espirituales. Las enseñanzas espirituales nativo-americanas son diversas. Mientras algunos pueblos comparten elementos comunes en sus creencias, las culturas son altamente diferenciadas. Las ceremonias y muchas de las creencias son únicas a las personas de estas diversas bandas, tribus y naciones.

## Alce negro
En su libro Alce Negro Habla, John Neihardt exploró las creencias espirituales a partir de lo dicho por Alce Negro (en inglés Black Elk, 1863–1950), un hombre medicina Siux oglala. Neihardt no era un hombre nativo americano. A fines del siglo XX, su trabajo fue criticado por tergiversar y alejarse en sus textos las creencias y ceremonias lakota.
Neihardt escribió que Alce Negro creyó que tenía una obligación de «ayudar para traer a mi pueblos de regreso al Círculo Sagrado, para que otra vez puedan andar el camino rojo de una manera sagrada que complazca a los poderes del universo que son un solo poder». Sin embargo, Alce Negro definió "el camino rojo" como parte de un concepto más amplio de la rueda medicinal, no necesariamente la misma definición que otros utilizan: de acuerdo a Evan T. Pritchard, Alce negro en La pipa sagrada habla del camino rojo como el eje norte-sur de la rueda medicinal, y el eje este-oeste como el camino negro o azul.

Escuchénme, cuatro rincones del mundo -- soy familia! Dénme la fuerza para andar la tierra blanda, soy parte de todo lo que es! Dénme los ojos para ver y la fuerza para entender, para poder ser como ustedes. Solo con vuestro poder podré  afrontar los vientos.

Gran Espíritu, Gran Espíritu, mi Abuelo, por todas las partes de la tierra las caras de las cosas vivientes son todas iguales. Con ternura se han levantado desde el suelo. Mira las caras de los innumerables niños y con más niños en sus brazos, para que puedan afrontar el viento y andar el buen camino hacia el amanecer de silencio.

Esta es mi oración ; óyeme ahora!
Oración de Alce Negro para la vida entera

## Tratamiento de adicciones
En algunos programas de tratamiento de adicción modernos, la idea del Camino Rojo puede ser parte del proceso de recuperación. Algunos de estos programas son principalmente para poblaciones nativas, pero toman una aproximación Panindianista o Nueva Era, a través de «la cabaña de sudar, el Camino Rojo, y la Rueda de Medicina de la Recuperación». Otros "Camino Rojo de Recuperación" no son manejados por o para personas nativas, sino por grupos predominantemente partidarios de la Nueva Era. 

## Uso cultural contemporáneo
La frase "El Camino Rojo" ha sido utilizada por muchos partidarios no indígenas de la Nueva Era y de estilos de vida hippie, basados en su interpretación de espiritualidad nativo americana. Los críticos han acusado a tales seguidores de apropiación cultural y malinterpretación.